# کنستانتین کریژیتسکی
کنستانتین کریژیتسکی (انگلیسی: Konstantin Kryzhitsky; ۲۹ مهٔ ۱۸۵۸ – ۱۷ آوریل ۱۹۱۱) نقاش اهل اوکراین بود.

## زندگی‌نامه
وی در خانواده ای با سابقه اوکراین-لهستان به دنیا آمد. پدرش تاجر بود. وی پس از پایان تحصیلات ابتدایی، در مدرسه نقاشی که توسط نیکولای موراشکو اداره می‌شد، تحصیل کرد. در سال ۱۸۷۷، او وارد آکادمی سلطنتی هنر سن پترزبورگ شد و در آنجا نزد میخائیل کلود تحصیل کرد. وی دوره‌های خود را در سال ۱۸۸۴ در آنجا به پایان برد و عنوان «هنرمند درجه یک» و یک مدال طلا برای نقاشی «بلوط» دریافت کرد.
در سال ۱۸۸۰، وی به عنوان یکی از اولین اعضای انجمن آبرنگ شناسان روسی شناخته شد.